# Cleonice Berardinelli
Cleonice Serôa da Motta Berardinelli (* 28. August 1916 in Rio de Janeiro; † 31. Januar 2023 ebenda) war eine brasilianische Universitätsprofessorin und Expertin für portugiesische Literatur. Als hochangesehene Lusitanistin wurde sie 2009 in die Academia Brasileira de Letras, die brasilianische Akademie der Literatur, gewählt.

## Vita
Da Motta Berardinelli schloss 1938 ein Studium der Romanistik (Letras Neolatinas) an der Universität São Paulo (USP) ab und war Assistentin bekannter Professoren für portugiesische Literatur. Zunächst in São Paulo bei Fidelino de Figueiredo und später an der Universidade Federal do Rio de Janeiro (UFRJ) bei Martins Moreira Thiers, wo sie anfangs als Associate Professor unterrichtete. Ihre Dissertation von 1959 trägt den Titel „Poesia e Poética de Fernando Pessoa“ (Poesie und Poetik des Fernando Pessoa).
Cleonice Berardinelli war Expertin für Luís de Camões und Fernando Pessoa, veröffentlichte aber auch wichtige Studien und kritische Editionen zu Vicente Anes Joeira, den Dichtungen des José Régio, dem Theater des Gil Vicente und zu António Ribeiro Chiado. Sie lehrte ab 1944 an der Universidade Federal do Rio de Janeiro (emeritiert 1987), ab 1963 an der Päpstlichen Katholischen Universität von Rio de Janeiro (Pontifícia Universidade Católica do Rio de Janeiro; emeritiert 2006), ab 1961 an der Katholischen Universität von Petrópolis. 1961 bis 1963 war sie Professor für portugiesische Sprache und Literatur am Rio Branco-Institut, 1985 Gastprofessorin an der University of California, Santa Barbara, 1987 und 1989 Gastprofessorin an der Universität Lissabon (Universidade de Lisboa).
Sie starb am 31. Januar 2023 im Alter von 106 Jahren in Rio de Janeiro.

## Ehrungen
Cleonice Berardinelli wurde am 16. Dezember 2009 in die Academia Brasileira de Letras, die brasilianische Akademie der Literatur, in Rio de Janeiro aufgenommen. Sie war in Nachfolge von Antônio Olinto die sechste Inhaberin des nach Cláudio Manuel da Costa benannten Sitzes Nummer 8 und war bis zu ihrem Tod mit 106 Jahren im Januar 2023 das älteste noch lebende Mitglied der Akademie.
Ab 1975 war sie korrespondierendes Mitglied der Akademie der Wissenschaften Lissabon (Academia das Ciências de Lisboa).

## Veröffentlichungen
Schriften zu Pessoa
- Fernando Pessoa: Obras em prosa. Introdução e notas de Cleonice Berardinelli. Aguilar, Rio de Janeiro 1975. (10. Auflage. Nova Aguilar, Rio de Janeiro 2004).
- Fernando Pessoa: Alguma Prosa. Seleção, Introdução e notas de Cleonice Berardinelli. Aguilar, Rio de Janeiro 1976. (6. Auflage. Nova Fronteira, Rio de Janeiro 2001).
- Fernando Pessoa. Poemas. Nova Fronteira, Rio de Janeiro 1980. (10. Auflage 2002).
- Álvaro de Campos. A passagem das horas. Edição crítica. Imprensa Nacional-Casa da Moeda, Lisboa 1988.
- Poemas de Álvaro de Campos. Edição crítica com Introdução, notas e Aparato Genético. Imprensa Nacional-Casa da Moeda,  Lisboa 1990.
- Poemas de Álvaro de Campos. Fixação do texto, Introdução e Notas de Cleonice Berardinelli. Nova Fronteira, Rio de Janeiro 1999.
- Fernando Pessoa: Outra vez te revejo. Lacerda Editores, Rio de Janeiro 2004.
- Mensagem de Fernando Pessoa. Organização de Cleonice Berardinelli e Maurício Matos. Edição preparada segundo o exemplar de 1934 corrigido pelo punho do poeta. 7 Letras, Rio de Janeiro 2008.

Schriften zu Camões
- Estudos Camonianos. MEC, Ministério da Educação e Cultura/FCRB, Fundação Casa de Rui Barbosa, Rio de Janeiro 1973. (Erweiterte Neuausgabe: Nova Fronteira, Rio de Janeiro 2000).
- Sonetos de Camões. Edição crítica, introdução e notas. Centre Culturel Portugais, Rio de Janeiro 1980.

Andere literaturwissenschaftliche Schriften und Herausgeberschaften
- Cantigas de trovadores medievais em português moderno. Organizações Simões, Rio de Janeiro 1953.
- Mário de Sá-Carneiro: Poesia. Antologia, com introdução e notas. Agir, Rio de Janeiro 1958. Erweiterte Neuausgabe: 2005, ISBN 85-220-0681-4 (Eingeschränkte Vorschau in der Google-Buchsuche).
- Auto de Vicente Anes Joeira. Reprodução fac-similar das duas edições quinhentistas, introdução, leitura crítica anotada e índices de palavras. Instituto Nacional do Livro, Rio de Janeiro 1963.
- João de Deus: Poesia. Antologia, com introdução e notas. Agir, Rio de Janeiro 1967.
- Autos de António Ribeiro Chiado. Edição crítica com Introdução e notas. Bd. 1. Instituto Nacional do Livro, Rio de Janeiro 1968. Zusammen mit Ronaldo Menegaz.
- Antologia do Teatro de Gil Vicente. Com introdução e notas. Grifo, Rio de Janeiro 1971. (3. Auflage. Nova Fronteira, Rio de Janeiro 1984).
- Gil Vicente: autos. Antologia, com introdução e notas. Agir, Rio de Janeiro 1974.
- Estudos de Literatura Portuguesa. Imprensa Nacional-Casa da Moeda, Lisboa 1985.
- Antologia da poesia de José Régio. Nova Fronteira, Rio de Janeiro 1985.
- Os melhores poemas de Bocage. Seleção. Global Editora, São Paulo 1987. (3. Auflage 2000).
- Teatro de António Ribeiro Chiado. Edição de Cleonice Berardinelli e Ronaldo Menegaz. Lello & Irmão-Editores, Porto 1994.

## Festschriften
- Gilda Santos (Hrsg.): Cleonice. Clara em sua geração. Homenagem à professora Cleonice Berardinelli. Ed. UFRJ, Rio de Janeiro 1995, ISBN 85-7108-120-4.